# Rödbandad ristbagge
Rödbandad ristbagge (Cyrtanaspis phalerata) är en skalbaggsart som först beskrevs av Ernst Friedrich Germar 1831.  Rödbandad ristbagge ingår i släktet Cyrtanaspis, och familjen ristbaggar. Enligt den finländska rödlistan är arten akut hotad i Finland. Enligt den svenska rödlistan är arten starkt hotad i Sverige. Arten förekommer på Öland. Artens livsmiljö är naturmoskogar.